# Leucaspis gigas
Leucaspis gigas är en insektsart som först beskrevs av William Miles Maskell 1879.  Leucaspis gigas ingår i släktet Leucaspis och familjen pansarsköldlöss. Inga underarter finns listade i Catalogue of Life.